# Astrocottus regulus
Astrocottus regulus is een straalvinnige vissensoort uit de familie van donderpadden (Cottidae). De wetenschappelijke naam van de soort is voor het eerst geldig gepubliceerd in 2008 door Tsuruoka, Maruyama & Yabe.